# 丘脑外侧核群
外側核群（英語：lateral nuclear group）是位於視丘外側的核群，根據MeSH的資料，外側核群細分為以下幾個部分：
- 背外側核（英语：lateral dorsal nucleus）
- 外側後核（英语：lateral posterior nucleus）
- 枕核（英语：pulvinar nuclei）